# Episodi di Fiabe ungheresi (quinta stagione)
La quinta stagione di Fiabe ungheresi è stata prodotta nel 1995 e trasmessa da Magyar Televízió dal 2 gennaio al 26 marzo 1996. In Italia è stata trasmessa da Rai Tre nel 2005.
| n° | Titolo originale                               | Titolo italiano                  | Prima TV Ungheria | Prima TV Italia |
| -- | ---------------------------------------------- | -------------------------------- | ----------------- | --------------- |
| 1  | A katona szerencséje                           | La fortuna del soldato           | 2 gennaio 1996    | 2005            |
| 2  | Koplaló Mátyás                                 | Mattia affamato                  | 9 gennaio 1996    | 2005            |
| 3  | A banya                                        | La strega                        | 16 gennaio 1996   | 2005            |
| 4  | Prücsök                                        | Il grillo                        | 23 gennaio 1996   | 2005            |
| 5  | A kőleves                                      | La minestra di pietra            | 30 gennaio 1996   | 2005            |
| 6  | A halhatatlanságra vágyó királyfi              | Il principe immortale            | 6 febbraio 1996   | 2005            |
| 7  | A pityke és a kökény                           | La gallina e la prugna selvatica | 13 febbraio 1996  | 2005            |
| 8  | Tancika Marcika                                | Ballino Marcellino               | 20 febbraio 1996  | 2005            |
| 9  | Péter és Pál                                   | Pietro e Paolo                   | 27 febbraio 1996  | 2005            |
| 10 | A királykisasszony cipője                      | Le scarpe della principessa      | 5 marzo 1996      | 2005            |
| 11 | Hamupipőke                                     | Cenerentola                      | 12 marzo 1996     | 2005            |
| 12 | Tréfás farkas                                  | Lo scherzo del lupo              | 19 marzo 1996     | 2005            |
| 13 | A király, aki nem akarja férjhez adni a lányát | Il re geloso                     | 26 marzo 1996     | 2005            |